# Václav Krolmus
Václav Krolmus, také Váceslav nebo Věnceslav Grolmus s přídomkem Březinský (3. října 1790 Březinka u Bělé pod Bezdězem – 24. října 1861 Praha) byl český vlastenecký kněz, sběratel lidové slovesnosti, spisovatel vlastivědné a náboženské literatury a archeolog.

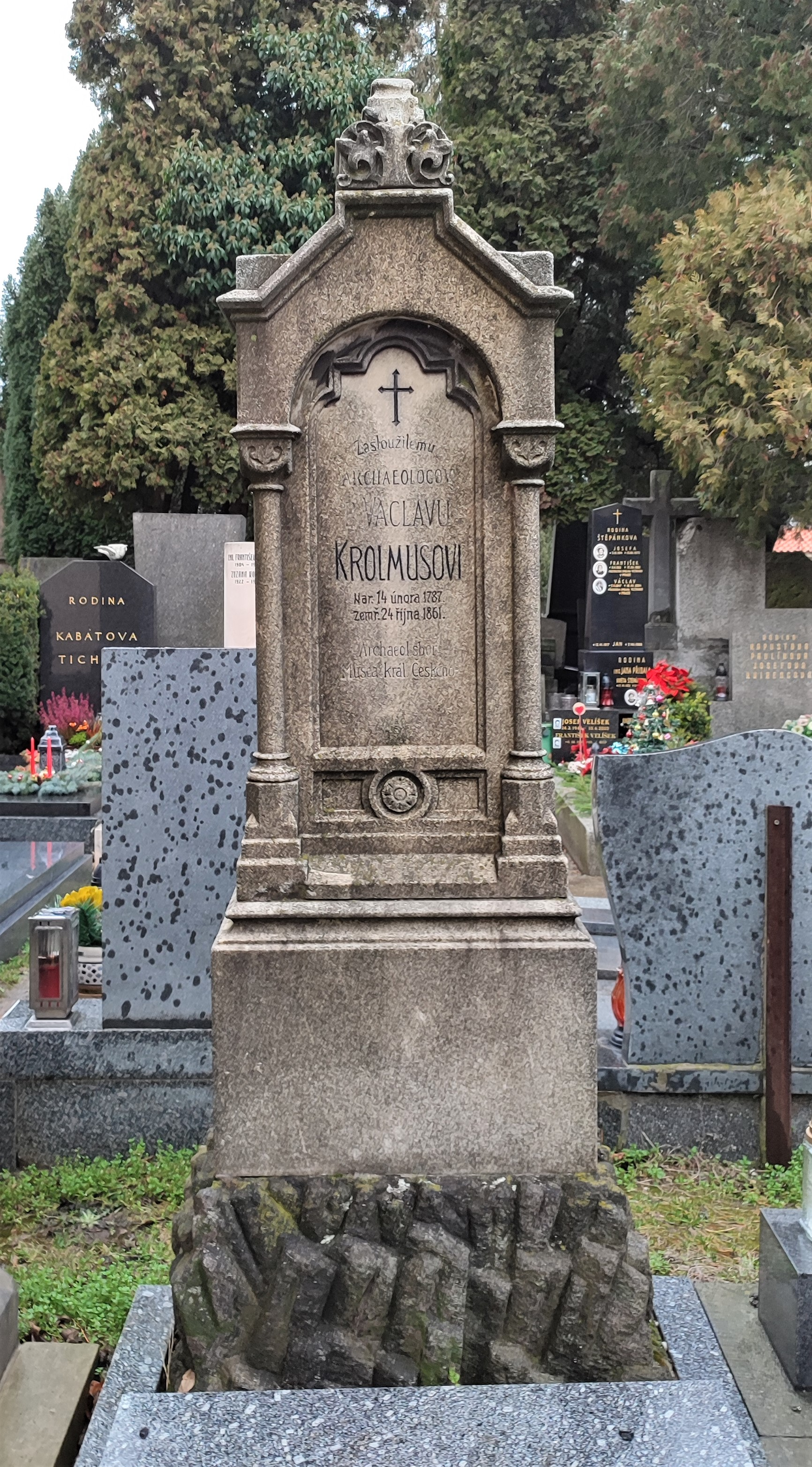
Václav Krolmus_hrob Vyšehrad

## Biografie
Pocházel z rodiny vesnického učitele. Navštěvoval nejdříve bělskou klášterní školu, dále studoval buď na piaristickém gymnáziu v Kosmonosích {pramen?}, nebo – podle Lexikonu české literatury – na gymnáziích v Mladé Boleslavi a v České Lípě. Pokračoval jednoročním studiem filosofie v Praze na Karlově univerzitě (1811–1812) a u piaristů v Mostě, teologii absolvoval v letech 1813–1815 v kněžském ústavu v Litoměřicích, prodchnutém tehdy národním obrozením a filozofií Bernarda Bolzana. Tam se začal zajímat  o mýty a orientální jazyky. Češtině se naučil u Josefa Jungmanna, který ho zařadil mezi své spolupracovníky na  Německo-českém slovníku. Roku 1815 byl vysvěcen knězem a nastoupil jako kaplan do Liblic u Mělníka. Roku 1818 byl převeden do Nové Lysé, kde si přeložil latinskou církevní agendu do češtiny a začal vykonávat obřady v češtině, také pro nekatolíky. Litoměřická konzistoř to považovala za poklesek, několikrát jej za to vyšetřovala a z trestu překládal na další fary: 1819 Mšeno, 1823 brozany, 1830 Křesín, 1832 Zvíkovec. Ve všech svých působištích zakládal knihovny, šířil české knihy a české národní obrození. Ve Zvíkovci navázal spolupráci s archeologem Matyášem Kalinou z Jäthensteina, od něhož získal metody své budoucí práce. Ze Zvíkovce odešel pro osobní spory na faře, jež vyústily v soudní řízení, až do svého penzionování v roce 1849 zůstávala formálně zvíkoveckým farářem. Roku 1840 se odstěhoval do Prahy, od roku 1843 se usadil na Malé Straně v domě čp. 185/III v Thunovské ulici 22, po roce 1852 bydlel v domě čp. 111/IV na Hradčanech a věnoval se archeologii a národopisu v romantickém a mytologickém pojetí. Pěší archeologické výpravy do terénu v okolí Prahy byly jeho hlavní láskou. Financování se mu pochopitelně nedařilo, byl odkázán na finanční příspěvky vrchnosti a mecenášů. Musel ze svých peněz platil výkopy a kresebnou dokumentaci nálezů. Všechny své nálezy a ostatní starožitnosti (staré české tisky a rukopisy). Od počátku, které postupně shromažďoval, zpracovával do statí, publikovaných systematicky v časopisu Památky archaeologické a místopisné (zpravidla pod titulem Václava Krolmusa pátrání ... a datum), a později v samostatných spisech. Mezi jeho největší úspěchy patří obohacení archeologických a literárních sbírek Národního muzea. Roku 1835 se zařadil mezi spoluzakladatele Matice české a literární edice Dědictví svatého Jana, působil také jako člen pomologického spolku.  Od počátku 50. let mu muzeum udělovalo pro archeologické průzkumy pravidelnou roční podporu. 
Roku 1848 se Krolmus stal členem Národního výboru a československé sekce Slovanského sjezdu.
V oboru národopisné literatury jsou jeho nejvýznamnějším dílem Staročeské pověsti, zpěvy, hry, obyčeje, slavnosti a nápěvy ohledem na bájesloví česko-slovanské, které vyšly v letech 1845–1857 ve 13 sešitech pod pseudonymem  V. K. Sumrolk (obráceně psané jméno). Jejich kompletní novočeské a poznámkami doplněné vydání vyšlo naposledy v nakladatelství Plot roce 2011.
Václav Krolmus zemřel v roce 1861 a byl pohřben na Vyšehradském hřbitově. 
Do české historie se zapsal jako úspěšný (byť amatérský) český archeolog prvních generací českého národního obrození, který se stal příkladem pro své současníky i následovníky.

## Dílo
- GROLMUS Wácelaw, Kniha modlicí pro katolické křesťany. Praha 1830
- KROLMUS, Václav. Kronyka čili dějepis wšech powodni poslaupných let, ... : Od příchodu našich pradědů Českoslowanských až po letošní povodně hrůzné s wýstrahami poučlivými a pravidly opatrnosti.. : Od Wácslava Krolmusa. Praha: Vetterl, 1845. Dostupné online. – Chronologický přehled povodní, sucha a dalších přírodních katastrof v Čechách a Praze od 10. století do roku 1845 včetně. Kniha inspirována katastrofickou povodní v Čechách roku 1845, jíž je věnována většina knihy.
- KROLMUS, Václav. Příchod slova Páně od Východu na Západ z Jerusalema na Levý Hradec nad Vltavou do Čech. Praha: [s.n.], 1853.
- KROLMUS, Václav. Život svatého Ivana ... pod skálou nad potokem Lodenicí, na Berounsku. Praha: [s.n.], 1850. (název zkrácen).
- KROLMUS, Václav. Staročeské pověsti, zpěvy, hry, obyčeje, slavnosti a nápěvy ohledem na bájesloví Česko-slovanské, 1–3. Praha: [s.n.], 1845, 1847, 1851.
- KROLMUS, Václav. Poslední božiště Černoboha s runami na Skalsku, v kraji Boleslavském, v Čechách. Praha: [s.n.], 1857 (1998).

- KROLMUS, Václav: Staročeské pověsti, zpěvy, hry, obyčeje, slavnosti a nápěvy, svazky 1.-3. Nakladatelství Plot Praha 2011, ISBN 978-80-7428-069-6